# Silvio Laurenti Rosa
Silvio Laurenti Rosa (* 21. Februar 1892 in Viterbo; † 24. Dezember 1965 in Rom) war ein italienischer Filmregisseur und Schauspieler sowie Drehbuchautor.

## Leben
Nach dem Studium der Elektrotechnik und Anstellungen auf Schiffen und bei der Marine wandte sich Laurenti Rosa dem Theater zu und spielte neben frühen Stummfilmgrößen wie Carlo Alberto Lolli und Alberto Degli Abbati auf verschiedenen Bühnen. Durch diese Beziehungen gelang auch ihm der Schritt zum Kino, wo er unter anderem als Assistent von Umberto Paradisi beschäftigt wurde. Während des Ersten Weltkriegs war er für den Filmdienst der Truppen („Servizio Cinematografico dell’Armata“) tätig und drehte an der Front Kampfszenen.
Nach einer weiteren Zeit in der zweiten Reihe debütierte Laurenti Rosa 1920 als Regisseur und drehte fortan in gewissen Abständen einige Stummfilme. Mit dem Übergang zur Tonfilmzeit konnte er Schritt halten und war als Ein-Mann-Betrieb – der seine Filme auch produzierte und schrieb – 1938 mit Naufraghi, zehn Jahre später mit … E non dirsi addio (begonnen 1943) und 1951 mit La folla vertreten, wenn auch meist in wenigen Kopien und Vorstadtkinos. Zwei weitere Werke entstanden unter dem Pseudonym Sasy Rolvy.

## Filmografie (Auswahl)
- 1920: L’impronta
- 1953: Sei ore di tempo (auch Produktion, Drehbuch)